# Tramway de Droujkivka
Le tramway de Droujkivka est le réseau de tramways de la ville de Droujkivka, en Ukraine. Le réseau est composé de trois lignes. Sa première ligne a été mise en service en 1945.

## Réseau actuel

### Aperçu général
Le réseau compte trois lignes.
| Ligne | Parcours                             |
| ----- | ------------------------------------ |
| 1     | ГОРБОЛЬНИЦА – ЖЕЛЕЗНОДОРОЖНЫЙ ВОКЗАЛ |
| 2     | ГОРБОЛЬНИЦА – М-Н СОЛНЕЧНЫЙ          |
| 4     | М-Н СОЛНЕЧНЫЙ – МАЯК (АТБ)           |